# Eva Lechner
Eva Lechner (* 1. Juli 1985 in Bozen) ist eine ehemalige italienische Radrennfahrerin, die auf der Straße und im Mountainbikesport sowie im Cyclocross aktiv war. Sie erreichte u. a. den Vize-Weltmeistertitel im Cross-Country (2020).

## Werdegang
Eva Lechner, die ihre sportliche Tätigkeit im Eppaner Radsportverein Dynamic Bike Team begann, lebt seit ihrer Kindheit in Eppan, die Matura hat sie an der Fachoberschule für Soziales (heute Fachoberschule für Tourismus und Biotechnologie) in Meran erlangt.
Im Jahr 2007 wurde sie in Genua italienische Meisterin im Straßenrennen.
Lechner wurde bei den Mountainbike-Weltmeisterschaften 2009, 2012 und 2013 Weltmeisterin in der Staffel. Im Cross Country gewann sie 2010 und Mountainbike-Weltmeisterschaften 2011 jeweils die Bronzemedaille. Sie wurde von 2009 bis 2020 zehnmal italienische Elitemeisterin im olympischen Cross Country XCO und zweimal im MTB-Marathon XCM.
In dieser Disziplin wurde sie 2007 U23-Europameisterin und belegte bei den Olympischen Spielen 2012 Platz 17.
Bei den Olympischen Sommerspielen 2016 belegte sie in Rio de Janeiro im Cross-Country den 18. Rang.
Im Cyclocross gewann Lechner zwischen 2009 und 2020 elfmal den italienischen Elitetitel. Bei den Cyclocross-Weltmeisterschaften 2015 gewann sie die Silbermedaille, 2016 wurde sie im belgischen Heusden-Zolder Siebte und 2017 wurde sie als beste Italienerin Sechste. Im Jahr 2020 gewann sie Silber bei den Europameisterschaften.
In der Saison 2018 startete sie im CLIF Pro Team und in der Saison 2019 für das belgische Team Creafin TÜV Süd.
Die 35-Jährige holte sich im Oktober 2020 bei den UCI-Mountainbike-Weltmeisterschaften in Leogang die Silbermedaille im Cross-Country-Rennen der Elite-Damen hinter der Französin Pauline Ferrand-Prévot.

## Erfolge
| 2002 - Europameisterschaft – Cross Country (Juniorinnen) 2003 - Weltmeisterschaft – Cross Country (Juniorinnen) 2005 - Italienische Meisterschaft – Cross Country (U23) - Weltmeisterschaft – Staffel 2006 - Weltmeisterschaft – Staffel - Europameisterschaft – Cross Country (U23) 2007 - Europäische Meisterschaft – Cross Country (U23) 2008 - Weltmeisterschaft – Staffel 2009 - Weltmeisterschaft – Staffel - Italienische Meisterschaft – Cross Country XCO - Italienische Meisterschaft – Marathon XCM 2010 - Europäische Meisterschaft – Staffel - Europäische Meisterschaft – Cross Country - Italienische Meisterschaft – Cross Country XCO - Italienische Meisterschaft – Marathon XCM - ein Weltcup-Rennen – Cross Country XCO 2011 - Weltmeisterschaft – Staffel - Weltmeisterschaft – Cross Country - Italienische Meisterschaft – Cross Country XCO 2012 - Weltmeisterschaft – Staffel - Europäische Meisterschaft – Staffel - Italienische Meisterschaft – Cross Country XCO 2013 - Europäische Meisterschaft – Cross Country - Weltmeisterschaft – Staffel - Europäische Meisterschaft – Staffel - Italienische Meisterschaft – Cross Country XCO - ein Weltcup-Rennen – Cross Country XCO 2014 - Italienische Meisterschaft – Cross Country XCO - ein Weltcup-Rennen – Cross Country XCO 2015 - Europäische Meisterschaft – Cross Country - Italienische Meisterschaft – Cross Country XCO 2016 - Italienische Meisterschaft – Cross Country XCO | 2018 - Italienische Meisterschaft – Cross Country XCO 2019 - Europäische Meisterschaft – Staffel - Italienische Meisterschaft – Cross Country XCO 2020 - Weltmeisterschaft – Staffel - Weltmeisterschaft – Cross Country - Europäische Meisterschaft – Staffel - Italienische Meisterschaft – Cross Country XCO 2021 - Italienische Meisterin – Eliminator XCE 2008/2009 - Italienische Meisterschaft 2009/2010 - Italienische Meisterschaft 2011/2012 - Italienische Meisterschaft 2012/2013 - Italienische Meisterschaft 2013/2014 - Italienische Meisterschaft - Weltmeisterschaft 2014/2015 - Italienische Meisterschaft - UCI-Weltcup GP Adrie van der Poel, Hoogerheide 2015/2016 - Italienische Meisterschaft - UCI-Weltcup Valkenburg 2016/2017 - Italienische Meisterschaft 2017/2018 - Italienische Meisterschaft 2018/2019 - Italienische Meisterschaft 2019/2020 - Europameisterschaft - Italienische Meisterschaft 2007 - Italienische Meisterschaft – Straßenrennen |